# 구리하라정
구리하라정(일본어: 栗原町)은 일본 히로시마현 미쓰기군에 있던 정이다. 현재의 오노미치시의 일부에 해당한다.